# Pozdeň
Pozdeň ist eine Gemeinde im Okres Kladno in Tschechien. Sie  besteht aus den beiden Ortsteilen Hřešice und Pozdeň. Nachbargemeinden sind – von Norden aus im Uhrzeigersinn: Bílichov, Líský, Hořešovice, Třebíz, Plchov, Jedomělice (alle Okres Kladno), Mšec, Srbeč und Milý (alle Okres Rakovník). Durch die Gemeinde verläuft die Straße 237 (Straße der II. Klasse; siehe Straßensystem in Tschechien#Staats- und Bezirksstraßen) sowie der Bakovský potok.